# Sanson (equip ciclista 1969)

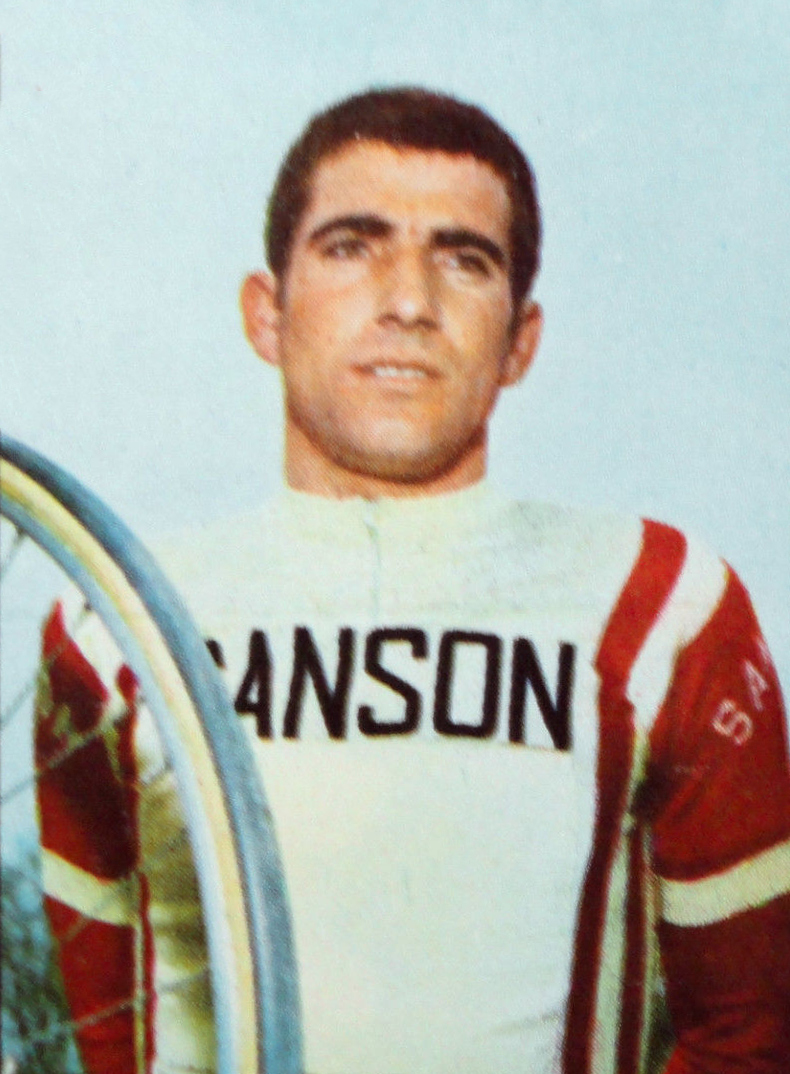
Vittorio Marcelli

L'equip Sanson va ser un equip ciclista italià, de ciclisme en ruta que va competir el 1969. Va estar dirigit per l'exciclista Vendramino Bariviera. No s'ha de confondre amb altres equips amb el mateix nom.

## Principals resultats
- Tirrena-Adriàtica: Carlo Chiappano (1969)
- Milà-Vignola: Attilio Rota (1969)
- Escalada a Montjuïc: Gianni Motta (1969)
- Giro de l'Emília: Gianni Motta (1969)

### A les grans voltes
- Giro d'Itàlia
  - 1 participacions (1969)
  - 1 victòries d'etapa:
    - 1 el 1969: Carlo Chiappano

- Tour de França
  - 0 participacions

- Volta a Espanya
  - 0 participacions